# West Wenatchee
West Wenatchee az Amerikai Egyesült Államok északnyugati részén, Washington állam Chelan megyéjében elhelyezkedő egykori statisztikai település; területének nagy része ma Wenatchee-hoz tartozik. A 2000. évi népszámláláskor 1681 lakosa volt.

## Népesség
A 2000-es népszámláláskor   1681 lakója, 628 háztartása és 509 családja volt. A népsűrűség 164,8 fő/km2. A lakóegységek száma 661, sűrűségük 64,8 db/km2. A lakosok 93,8%-a fehér, 0,2%-a afroamerikai, 0,2%-a indián, 1,1%-a ázsiai, 0,1%-a a Csendes-óceáni szigetekről származik, 3,5%-a egyéb-, 1,2%-a pedig kettő vagy több etnikumú. A spanyol vagy latino származásúak aránya 8,1% (5,9% mexikói, 0,1% Puerto Ricó-i,  2,1% pedig egyéb spanyol/latino származású.)
A háztartások 32,5%-ában élt 18 évnél fiatalabb. 70,7% házas, 7% egyedülálló nő; 18,9% pedig nem család. 14,5% egyedül élt; 5,3%-uk 65 éves vagy idősebb. Egy háztartásban átlagosan 2,67 személy élt; a családok átlagmérete 2,94 fő.
Lakóinak 25,3%-a 18 évesnél fiatalabb, 6,5% 18 és 24 év közötti, 22,7%-uk 25 és 44 év közötti, 29,6%-uk 45 és 64 év közötti, 15,9%-uk pedig 65 éves vagy idősebb. A medián életkor 43 év volt. Minden 100 nőre 95,5 férfi jut; a 18 évnél idősebb nőknél ez az arány 97,2.
A háztartások medián bevétele 44 028 amerikai dollár, ez az érték családoknál $47 155. A férfiak medián keresete $37 171, míg a nőké $23 750. Az egy főre jutó bevétel (PCI) $21 536. A családok 1,7%-a, a teljes népesség 4%-a élt létminimum alatt; a 18 év alattiaknál ez a szám 6,2%, a 65 évnél idősebbeknél pedig %.